# Soufian El Hassnaoui
Pour les articles homonymes, voir Hasnaoui.
Soufian El Hassnaoui (en arabe : سفيان الحسناوي) (surnommé SoufSouf en Eredivisie) est un footballeur néerlando-marocain, né le 28 octobre 1989 à Arnhem (Pays-Bas). Il évolue au poste d'attaquant.

## Biographie

### Club
Né à Ede et formé à De Graafschap, il fait ses débuts en équipe A en 2009 en D2 néerlandaise et remonte en 2010 en Championnat des Pays-Bas de football. Il inscrit 8 buts en 33 matchs en première division néerlandaise.

### Sélection Nationale
Il est sélectionné en équipe du Maroc espoirs et inscrit un but dans son premier match. Il inscrit également un but avec l'équipe du Maroc olympique lors de son tout premier match contre la Gambie en amical 3-0.
Il est sélectionné aux JO 2012 par Pim Verbeek.

## Palmarès
De Graafschap
- D2 néerlandaise
  - Champion en 2010

 Heart of Midlothian
- D2 écossaise
  - Champion en 2015

## Statistiques
| Saison    | Club          | Pays           | Championnat        | Coupes nationales | Coupe d'Europe |
| --------- | ------------- | -------------- | ------------------ | ----------------- | -------------- |
| 2009-2010 | De Graafschap | Eerste divisie | 22 matchs / 5 buts | -                 | -              |
| 2010-2011 | De Graafschap | Eredivisie     | 4 matchs           | -                 | -              |
| 2011-2012 | De Graafschap | Eredivisie     | 33 matchs / 8 buts | 3 matchs          | -              |

Dernière mise à jour le 5 mai 2012